# (8798) 1981 EF24
(8798) 1981 EF24 là một tiểu hành tinh vành đai chính. Nó được phát hiện bởi Schelte J. Bus ở Đài thiên văn Siding Spring gần Coonabarabran, New South Wales, Úc, ngày 7 tháng 3 năm 1981.